# Affaire Gettliffe
L'affaire Gettliffe est une affaire de divorce, garde d'enfant qui s'est jouée entre Nathalie Gettliffe, Française, universitaire  et son ex-époux Scott Grant, Canadien, notamment de 2000 à 2006.
Cette affaire a été particulièrement médiatisée lors de l'arrestation de Nathalie Gettliffe en 2006 au Canada, qui lui a reproché d'avoir violé une décision de justice en emmenant leurs enfants en France. L'appartenance de Scott Grant à une Église du Christ internationale a été souvent évoquée par Nathalie Gettliffe pour expliquer son départ du Canada avec ses enfants - la France a établi dans les années 1990 une liste informative de mouvements sectaires où figure le mouvement dont cette Église fait partie.
En application de l'article 283 du Code criminel canadien, Nathalie Gettliffe était passible d'une peine de dix ans de prison.  Après négociation avec le père de ses enfants, Nathalie Gettliffe a accepté de plaider coupable.  Elle a été condamnée à 16 mois de prison.

## Chronologie des événements

### De 1987 à 1999
- 1987[4] : Rencontre de Nathalie Gettliffe et de Scott Grant ; elle passait ses vacances chez son oncle maternel, employeur de Scott Grant.
- 1989[5] : mariage à Satillieu, Ardèche, France, de Nathalie Gettliffe, de nationalité française, et de Scott Grant, citoyen canadien. Ils s'installent à Surrey, Colombie-Britannique, Canada.
- 1993[6] : naissance de leur premier enfant, Maximilien.
- 1995[6] : naissance de leur second enfant, Joséphine.
- 1999[4] : Scott Grant change de métier. Il devient conseiller financier et se convertit dans une Église du Christ internationale, mouvement répertorié par la France dans un rapport de la Mission interministérielle pour la lutte contre les sectes.

### 2000: année de la rupture conjugale
- 2 août 2000[7] : émotionnellement instable, Nathalie Gettliffe sollicite le divorce, et comme ses sœurs lors de chaque séparation, elle accuse le père des enfants d'attouchements sexuels sur sa fille, Joséphine, âgée de cinq ans. La justice Canadienne ne croit pas Nathalie Gettliffe et confie la résidence des enfants au père Scott Grant.

### De 2001 à 2002
- mai 2001[6] : Nathalie Gettliffe affirme avoir obtenu un poste d’enseignant chercheur à l’Université de Victoria, alors qu'elle n'a pas encore soutenu sa thèse (elle le fera en prison en septembre 2006). Depuis, l'université de Victoria a démenti cette information imaginaire.
- 11 mai 2001[5] : Ordonnance de la Cour Suprême qui interdit aux deux parents de déplacer [les enfants] sans un protocole d’entente signé par les deux parties ou une ordonnance du juge. Veuillez, Scott Alfred Grant et Nathalie Jeanne Grant, prendre note que si vous refusez ou négligez d’obéir aux termes de la présente ordonnance, vous serez arrêté par un agent de la paix ou un agent de la garde royale du Canada. Nathalie Gettliffe de remettre les passeports des enfants [pas clair].
- été 2001[5]: La Cour autorise Nathalie Gettliffe à venir pour les vacances en France avec ses enfants pour le mariage de sa sœur, Claire Gettliffe. À son retour à Vancouver, la Cour doit statuer sur une demande de Nathalie Gettliffe de repartir en France pendant un an avec ses enfants. Scott Grant propose de lui donner son accord si elle accepte de lui verser 40 000 dollars. Nathalie Gettliffe refuse le chantage.
- 24 août 2001[5] : Ordonnance refusant à Nathalie Gettliffe de pouvoir partir un an en France avec ses enfants.
- 27 août 2001[5] : Nathalie Gettliffe quitte le Canada avec les deux enfants, direction la France, ce qui est constitutif d'un déplacement illicite au regard de la décision de justice et de la Convention de La Haye.
- 6 septembre 2001[7] : Une ordonnance provisoire de la Cour suprême de la Colombie-Britannique :
  - attribue l’autorité parentale exclusive de Maximilien et Joséphine à Scott Grant et fixe chez lui la résidence des enfants
  - décerne un mandat d’arrêt à l’encontre de la mère pour outrage à la Cour, en raison de la violation de l’interdiction judiciaire de quitter la Province.
- décembre 2002[4]: Scott Grant se déplace à Satillieu, Ardèche, pour voir ses enfants. Il est accueilli par des amis de Nathalie Gettliffe armés de barres de fer, et il ne peut rencontrer ses enfants.
- 31 janvier 2002 : Ouverture d'une instruction par le juge aux affaires familiales de Privas, dans l'Ardèche, en France.
- 19 décembre 2002 : Ordonnance de médiation. Le juge aux affaires familiales de Privas confie le dossier à la Mission d'aide à la médiation internationale pour les familles (MAMIF).

### De 2003 à 2005
- juillet 2003 : La cour suprême de Colombie-Britannique prononce le divorce de Nathalie Gettliffe et Scott Grant et demande le transfert des avoirs canadiens de Joséphine Gettliffe, la mère de Nathalie Gettliffe, à Scott Grant pour un montant de 80 000 dollars.
- 23 février 2004[7] : Le jugement du tribunal de grande instance de Privas ordonne le retour des enfants au Canada en application de la Convention de La Haye de 1980.
- 20 juillet 2004[7],[5] : La décision est confirmée par l’arrêt de la cour d'appel de Nîmes, dans le Gard, en France. La cour d'appel de Nîmes confirme une décision du tribunal de grande instance de Privas du 23 février, qui ordonne à Mme Gettliffe de rendre Maximilien et Joséphine à leur père en Colombie-britannique.  Lors du jugement rendu par la cour d'appel de Nîmes les magistrats indiquent : « En définitive, l'important dossier versé aux débats devant la cour sur les sectes et leur caractère dangereux cache en réalité une divergence importante entre les parents sur leur mode de vie respectif » et « La pétition de plus de 3 000 signatures à l'initiative de l'association créée pour « protéger Maximilien et Joséphine », obtenue « pour que la cour d'appel prenne en compte l'intérêt réel des enfants », caractérise davantage une volonté de pression sur la juridiction saisie dans le cadre de l'exécution et de l'interprétation d'une convention internationale, par l'instrumentalisation des enfants et la diabolisation de leur père, qu'une volonté de compassion et d'aide à leur égard… »[8].
- 13 septembre 2004[9],[10] : annulation de l'ordonnance du 6 septembre 2001 par la Cour Suprême de Colombie-Britannique.
  - le mandat d'arrêt émis contre Nathalie Gettliffe est levé,
  - la garde exclusive des enfants est révoquée.
- Septembre 2004[9] : Scott Grant accepte la médiation des deux négociatrices de la MAMIF, Pamela Jeffrey, à Vancouver, et Marianne Souquet, d'Aix-en-Provence.
- Mai 2005[9] : selon Nathalie Gettliffe, un protocole d'accord se dessine.
- Juin 2005[9] : Scott Grant vient passer plusieurs jours en France, auprès de ses enfants, proche de Satillieu.
- 23 juillet 2005 : naissance de Jean-Philippe, fils de Nathalie Gettliffe et Francis Gruzelle.
- 12 octobre 2005[réf. nécessaire] : ordonnance revenant sur la décision du 6 septembre 2001.

### 2006
- Janvier 2006 : La situation de la médiation. Deux versions :
  - Selon [7], la médiation conduite sous l'égide de la Mission d'aide à la médiation internationale pour les familles a été interrompue le 17 janvier, les parties prévenues par les médiatrices par courrier électronique, et les médiatrices ont confirmé cet arrêt le 9 février.
  - Selon [9], la médiation a abouti à un accord disposant que les deux enfants resteraient au domicile de leur mère, avec droit de visite, de téléphone et d'accueil pour le père, tant en France qu'au Canada, et le protocole a été transmis par l'ambassade du Canada.
- 14 février[7] : rejet du pourvoi en cassation formé par Nathalie Gettliffe (contre l'arrêt de la cour d'appel de Nîmes ordonnant le retour des enfants au Canada). Et le 13 avril, la Colombie-Britannique a renouvelé sa demande de retour des enfants au Canada, en vertu de la Convention de La Haye. »[11]
- 10 avril : Nathalie Gettliffe se rend au Canada et est arrêtée.
  - Selon [7] : Elle est allée au Canada passer une thèse. Elle s’est rendue à une convocation de la police de Vancouver où elle a été arrêtée. Elle avait souhaité et obtenu la présence d’un représentant du consulat de France sur place.
  - Selon [9] : Nathalie Gettliffe se rendait au Canada pour finaliser l'accord avec son ex-conjoint et mettait à profit ce voyage pour valider son doctorat. Elle est arrêtée à sa descente d'avion à Vancouver. Mais le mandat d'arrêt sur lequel se fondait son arrestation avait été annulé. Elle a été libérée puis convoquée 36 heures plus tard et un nouveau mandat d'arrêt avait été émis. Arrivée à la police, elle a été incarcérée à la suite[12] d'un mandat d'arrêt délivré à la suite de l'intervention de Mike Luchenko, General Attorney, compagnon de la mère de Scott Grant.
- 10 avril[5] : Incarcération de Nathalie Gettliffe à la prison de Surrey. Elle est enceinte de 4 mois.
- 24 mai[7],[13] : Nathalie Gettliffe est transférée au centre d’Alouette River, à environ 60 km de Vancouver. Durant son incarcération, elle soutient sa thèse.
- 7 juillet: Maximilien et Joséphine sont localisés par la gendarmerie dans les Alpes françaises et sont renvoyés au Canada en l'application de la décision française. Ils vivent chez leur père en Colombie-Britannique.
- 25 septembre[14] : sortie du livre Lettres de prison entièrement écrit par Francis Gruzelle pour les éditions Michel Lafon.
- 26 septembre[13] : naissance de Martin, fils de Francis Gruzelle et de Nathalie Gettliffe. Cette dernière, une fois revenue au centre des Alouettes, est transférée dans une cellule pour elle et son bébé.
- octobre 2016: Une négociatrice canadienne se présente à la prison d'Alouette River et propose à Nathalie Gettliffe de lever toutes les accusations contre elle si cette dernière accepte de rester vivre au Canada auprès de Maximilien et Joséphine. Nathalie Gettliffe refuse ce chantage.
- 3 novembre[15] : lors d'une audition préparatoire du procès prévu pour le 20 novembre, Nathalie Gettliffe plaide coupable d'enlèvement. La défense négocie avec la Couronne une peine maximum de 24 mois de prison. Lors de cette audience à laquelle il assistait, le père des deux enfants « a accusé son ex-épouse d'avoir manipulé l'opinion publique et les médias français en propageant des allégations erronées sur lui et l'Église du Christ de Vancouver. »
- 14 novembre[16] : à la suite d'une action au civil de Nathalie Gettliffe, la justice canadienne lui refuse la garde conjointe de Maximilien et Joséphine, temporairement, puisqu'il est probable que d'autres dispositions seront prises une fois Nathalie Gettliffe jugée au pénal pour l'enlèvement de ses enfants.
- 30 novembre et 1er décembre[17] : La procureure Gail Dickson requiert une peine de deux ans de prison assortie de trois ans de mise à l'épreuve (probation avec conditions) contre Nathalie Gettliffe en prison depuis huit mois. La procureure justifie cette réquisition par l'absence de remords de l'accusée et par les risques de récidive, quoique l'accusée ait plaidé coupable. Nathalie Gettliffe déclare : « Je voudrais présenter mes excuses à mes enfants et à leur père. J'assume pleinement la responsabilité de mes actes. »
- 4 décembre[18]: Nathalie Gettliffe est condamnée à seize mois de prison et à trois ans de mise à l'épreuve. La juge Marvyn Koenigsberg a crédité de dix mois le temps de prison effectué. C'est donc une peine de six mois que Nathalie Gettliffe doit encore purger. L'ordonnance de jugement note dans ces motivations qu'il subsiste un doute concernant les agressions sexuelles que Scott Grant aurait perpétré envers sa fille, Joséphine Grant.
- 16 décembre[19] : demande de transfert de Nathalie Gettliffe vers la France.
- 22 décembre : arrivée de Nathalie Gettliffe sur le sol français et incarcération à la prison de Fleury-Mérogis, qui dispose des équipements nécessaires aux nourrissons. Le juge d'application des peines refuse de statuer sur la demande de liberté déposée par l'avocat de Nathalie Gettliffe. Trois jours de permission ont été accordés à Nathalie Gettliffe pour les fêtes de Noël et trois autres pour le nouvel an.
- 27 décembre[20] : Le juge d'application des peines examinera la demande de mise en liberté conditionnelle le 9 janvier 2007.

### 2007
- 2 janvier[21] : Elle regagne la prison après sa permission de sortie accordée pour le nouvel an.
- 13 janvier[22] : Nathalie Gettliffe est libérée.
- mars 2007[23] : La juge Nicole Garson du tribunal des affaires familiales de Vancouver (ouest) a exhorté M. Grant à organiser une fois par semaine un appel téléphonique ou une conversation via webcam de vingt minutes entre les enfants et leur mère, à la condition que la conversation se déroule en anglais et que le père soit autorisé à l'interrompre si Mme Gettliffe le critiquait personnellement ou si elle évoquait les questions de garde ou de retour en France des enfants.
- 21 mars[24] : Les deux sœurs de Nathalie Gettliffe ont été placées en garde à vue en Ardèche, le mardi 20 mars, dans le cadre d'une information judiciaire ouverte pour séquestration et enlèvement d'enfants, a affirmé à l'AFP Me Dominique Chambon.
- 25 mai[25] : Nathalie Gettliffe donne une conférence de presse pour la sortie du livre Mère interdite, entièrement écrit par Jacques Lesinge pour les éditions Michel Lafon.

### 2014
- 25 août 2014, Francis Gruzelle porte plainte contre Nathalie Gettliffe, qui ne ramène pas les enfants Jean-Philippe et Martin Gruzelle en Ardèche, à l'issue de son mois de droit de visite à Strasbourg[26]. Les enfants étaient domiciliés chez le père depuis le début de l'année 2014. À la suite de ce nouvel incident, la juge des enfants place Jean-Philippe et Martin à la Maison Pour Vivre de Tournon-sur-Rhône, où ils séjournent depuis six ans.
- 14 novembre 2014 : le député maire PS d'Annonay Olivier Dussopt interdit dans sa ville la tenue d'une conférence du faux médecin Omar El Katab Erkat et de Nathalie Gettliffe, intitulée "Guérir l'autisme" et qui devait se tenir au château de Déomas, sans l'accord préalable de la mairie. Cette interdiction vise à éviter des troubles à l'ordre public, vu le passé sulfureux d'Omar El Katab Erkat et de Nathalie Gettliffe[27].

http://dictionnaire.sensagent.leparisien.fr/Affaire%20Gettliffe/fr-fr/

## Ouvrage
- Lettres de prison, Nathalie Gettliffe, traitée comme une criminelle pour avoir voulu protéger ses enfants, Nathalie Gettliffe, Francis Gruzelle (préface), Michel Lafon, Documents
- Mère interdite, Nathalie Gettliffe, Michel Lafon 2007